# La cordillera de los sueños
La cordillera de los sueños es un documental chileno-francés de 2019 dirigido por Patricio Guzmán. Es la tercera parte de una trilogía de películas que Guzmán hizo sobre Chile, siendo precedida por Nostalgia de la luz (2010) y El botón de nácar (2015).
Fue estrenado en el Festival Internacional de Cine de Cannes de 2019, donde recibió el premio Ojo de Oro al mejor documental. Además, fue nominado a un premio César en la categoría de mejor documental y ganó un premio Goya en la categoría de mejor película iberoamericana. Se convirtió en el primer documental que gana un Goya en esa categoría y en la quinta película chilena en obtener aquel premio.

## Recepción
La cordillera de los sueños recibió una respuesta positiva por parte de la crítica cinematográfica. La película posee el 92 % de comentarios favorables en el sitio web Rotten Tomatoes, basado en un total de 25 reseñas, y una puntuación de 83/100 en Metacritic. En tanto, el sitio francés AlloCiné registra una puntuación de 3,6/5 para el documental.

## Premios
| Premio                                          | Categoría                     | Nominado        | Resultado |
| ----------------------------------------------- | ----------------------------- | --------------- | --------- |
| Festival Internacional de Cine de Cannes        | Ojo de Oro                    | Patricio Guzmán | Ganador   |
| Festival Internacional de Cine de San Sebastián | Horizontes Latinos            | Patricio Guzmán | Nominado  |
| Premios César                                   | Mejor documental              | Patricio Guzmán | Nominado  |
| Premios Goya                                    | Mejor película iberoamericana | Patricio Guzmán | Ganador   |